# Night Ranger
Night Ranger es una banda estadounidense de hard rock formada en la ciudad de San Francisco, California, en 1982. El quinteto es quizás especialmente conocido por la balada "Sister Christian", que alcanzó el puesto número 5 en las listas estadounidenses en 1984.

## Historia
El núcleo del grupo se formó en Rubicon, una banda de pop liderada por Jerry Martini. Después de la separación de Rubicon en 1979, el bajista Jack Blades formó un trío de hard rock con el baterista Kelly Keagy y el guitarrista Brad Gillis. Actuando bajo el nombre de Stereo, incluyeron al tecladista Alan Fitzgerald. Fitz pronto recomendó a un segundo guitarrista, Jeff Watson, quien lideraba su propia banda en California. Las semillas fueron sembradas para una nueva banda de hard rock melódico, que inicialmente se llamó simplemente Ranger.
En 1982, la banda cambió su nombre a Night Ranger luego de que otra agrupación llamada The Rangers realizara el reclamo por el nombre. Sus tres primeros discos son un balance entre canciones pesadas y baladas AOR. Dawn Patrol, (1982) Midnight Madness (1983) y Seven Wishes (1985) alcanzaron la certificación de disco de platino.
Después de las buenas ventas obtenidas por estos discos, la banda se vio inmersa en un periodo de estancamiento musical, acuciado con las pobres ventas de sus siguientes trabajos, y en sus posiciones alcanzadas en las listas de éxitos (Big Life alcanzó el puesto #28 y Man in Motion el #81). A partir de ese momento, la agrupación ha publicado una gran cantidad de recopilatorios y trabajos en vivo.

## Discografía

### Álbumes de estudio
- 1982 - Dawn Patrol
- 1983 - Midnight Madness
- 1985 - Seven Wishes #10 EE. UU.
- 1987 - Big Life #28 EE. UU.
- 1988 - Man In Motion #81 EE. UU.
- 1995 - Feeding Off the Mojo
- 1997 - Neverland
- 1998 - Seven
- 2007 - Hole In the Sun (versión japonesa)
- 2008 - Hole In The Sun (versión norteamericana)
- 2011 - Somewhere in California
- 2014 - High Road
- 2017 - Don't Let Up
- 2021 - ATBPO

### Álbumes en directo
- 1990 - Live in Japan
- 1997 - Rock in Japan '97
- 2005 - Rock Breakout Years: 1984
- 2006 - The Best of Night Ranger Live
- 2007 - Night Ranger Live
- 2007 - Extended Versions
- 2008 - Rockin' Shibuya 2007
- 2012 - 24 Strings & a Drummer
- 2016 - 35 Years and a Night in Chicago

### Recopilaciones
- 1989 - Greatest Hits
- 1997 - Rock Masterpiece Collection
- 1998 - Keep Rockin': Best Selection '97–'98
- 2000 - The Millenium Collection
- 2005 - Hits, Acoustic & Rarities
- 2007 - Night Ranger Box Set
- 2015 - Icon

## Sencillos
| Año  | Canción                                      | Top 100 EE. UU. | Mainstream Rock EE. UU. | Álbum            |
| ---- | -------------------------------------------- | --------------- | ----------------------- | ---------------- |
| 1983 | "Don't Tell Me You Love Me"                  | 40              | 4                       | Dawn Patrol      |
| 1983 | "Sing Me Away"                               | 54              | 39                      | Dawn Patrol      |
| 1984 | "(You Can Still) Rock In America"            | 51              | 15                      | Midnight Madness |
| 1984 | "Sister Christian"                           | 5               | 2                       | Midnight Madness |
| 1984 | "When You Close Your Eyes"                   | 14              | 14                      | Midnight Madness |
| 1985 | "Sentimental Street"                         | 8               | 3                       | Seven Wishes     |
| 1985 | "Four In The Morning (I Can't Take Anymore)" | 19              | 13                      | Seven Wishes     |
| 1985 | "Goodbye"                                    | 17              | 16                      | Seven Wishes     |
| 1987 | "The Secret Of My Success"                   | 64              | 12                      | Big Life         |
| 1987 | "Hearts Away"                                | 90              | -                       | Big Life         |
| 1988 | "I Did It For Love"                          | 75              | 16                      | Man In Motion    |
| 1988 | "(Don't Start Thinking) I'm Alone Tonight"   | -               | -                       | Man In Motion    |

## Vídeos musicales
- 1982 - "Don't Tell Me You Love Me"
- 1982 - "Sing Me Away"
- 1983 - "(You Can Still) Rock In America"
- 1983 - "When You Close Your Eyes"
- 1983 - "Sister Christian"
- 1985 - "Sentimental Street"
- 1985 - "Goodbye"
- 1985 - "Four In The Morning"
- 1987 - "The Secret Of My Success"
- 1987 - "Hearts Away"
- 1987 - "Color Of Your Smile"
- 1988 - "I Did It For Love"
- 1997 - "New York Time"
- 1998 - "Sign Of The Times"
- 2011 - "Growing Up In California"
- 2014 - "High Road"
- 2014 - "Knock Knock Never Stop"